# Franz Karl Obmaus
Franz Karl Obmaus (auch Obenaus und ähnlich geschrieben) (* in Österreich; † 19. Oktober 1735 in Dresden) war ein königlich polnischer und kurfürstlich sächsischer Generalleutnant, oberster Haus- und Landzeugmeister.
Er stammt aus Österreich und war ein Bürgerlicher. Im österreichischen Militär wurde er Ingenieur und Feuerwerker und konnte sich mit seinen Fähigkeiten einen Namen machen.
Im Oktober 1703 tobte der Spanische Erbfolgekrieg und die Bayern kämpften auf der Seite der Franzosen. Der kaiserliche General Heister erhielt den Auftrag, die von den Bayern eroberte Grenzfestung Kufstein wieder zu erobern. Obmaus sollte eine Schiffsbrücke bauen. Es gelang ihm, in der Nacht vom 29. Oktober eine 276 Schritt lange Brücke zu bauen, die es den Österreichern ermöglichte, die Stadt um 1 Uhr nachts von drei Seiten zu stürmen. Die bayerische Besatzung zog sich in die Zitadelle zurück. Auch die Österreicher mussten abziehen, nachdem ein Einsatzheer unter Kurfürst Maximilian II. Emanuel erschienen war.
Obmaus kam zur Armee an den Rhein und kommandierte die Artillerie, so auch 1704 in der Schlacht bei Höchstädt. In dieser Zeit erfand er wohl das Geschwindstück. 1711 präsentierte er die Erfindung dem Kaiser Joseph I. Damit gelang es, binnen 4 Minuten 28 Schuss aus einer Kanone abzugeben, die noch auf 70 Schritt ein doppeltes Brett durchschlugen. Nach dem Tod des Kaisers wechselte Obmaus in sächsische Dienste. Dort wurde er von August II. zum Oberst und Kommandeur der Artillerie ernannt. Er kämpfte im Nordischen Krieg bei den Belagerungen von Stettin und Stralsund. Am 9. Dezember 1715 wurde der damalige Kommandeur der Artillerie der preußische Generalmajor Gabriel von Kühlen getötet und Obmaus übernahm nun das Kommando bis zum Ende der Belagerung. Die Leistungen von Obmaus überzeugten auch den preußischen König Friedrich Wilhelm, der ihm vergeblich 6000 Taler und den Posten des Generalmajors der Artillerie anbot.
Als die Sachsen mit ihrer Beute zurückkehrten, wurde Obmaus am 14. März 1716 zum sächsischen Generalmajor der Infanterie ernannt. Obmaus begann nun damit die Artillerie weiter zu verbessern, 1730 zeigte er im Lager von Mühlberg die Ergebnisse. Als 1734 der Polnische Erbfolgekrieg ausbrach, kommandierte er die Artillerie des Herzogs Johann Adolf von Sachsen-Weißenfels vor Danzig. Im selben Jahr wurde er außerdem zum Generallieutenant befördert. 1734 wurde er auch Nachfolger des Generalfeldmarschalls Wackenbarth als Obersthaus- und Landzeugmeister.
Er starb unverheiratet am 19. Oktober 1735 in Dresden und wurde im Kloster Graupen  beerdigt. Sein Vermögen vererbte er seinen Bediensteten. 1720 baute er hinter der Kirche in Alt-Dresden ein Haus (Fehr- und Bergerisches Haus), das er auch bewohnte.
Die von ihm erfundenen Geschwindstücke bestanden aus einer Richtmaschine, mittels deren man zugleich das Geschütz auf die Achse der Lafette herunterfallen lassen konnte, so dass ein Ansetzen der Ladung nicht erforderlich war.